# Scutelliseta procoxalis
Scutelliseta procoxalis är en tvåvingeart som beskrevs av Richards 1968. Scutelliseta procoxalis ingår i släktet Scutelliseta och familjen hoppflugor. Inga underarter finns listade i Catalogue of Life.